# SN 2000ai
SN 2000ai – supernowa odkryta 1 marca 2000 roku w galaktyce A120615-0105. W momencie odkrycia miała maksymalną jasność 20,00m.